# Tana Chesham
Tatiana „Tana“ Chesham (* 26. September 1990) ist eine kanadische Biathletin.
Tana Chesham lebt in Canmore und startete für den Camrose Ski Club. 2007 nahm sie in Martell erstmals bei Junioren-Weltmeisterschaften im Biathlon und wurde 23. des Einzels, 49. des Sprints, 53. der Verfolgung und mit Sarah Murphy und Megan Tandy Staffel-Sechste. 2008 kamen in Ruhpolding die Platzierungen 51 im Einzel, 59 im Sprint, 37 im Verfolgungsrennen sowie Rang acht mit Yolaine Oddou und Audrey Vaillancourt hinzu. Im Sommer startete Chesham bei den Nordamerikanischen Meisterschaften im Sommerbiathlon 2008 in Canmore, bei denen sie im Einzel bei den Frauen zum Einsatz kam und Zehnte wurde. Im Sprint startete sie bei den Juniorinnen und gewann das Rennen vor Kathryn Stone. In Canmore fanden auch die Junioren-Weltmeisterschaften 2009 statt. Chesham wurde 31. des Einzels, 37. des Sprints, 35. des Verfolgers und mit Rose-Marie Côté und Oddou Sechste mit der Staffel. Bei den Nordamerikameisterschaften des Jahres in Valcartier gewann sie mit Kurtis Wenzel und Scott Gow den Titel. In Torsby startete die Kanadierin bei ihren vierten und letzten Juniorenweltmeisterschaften. Im Einzel belegte sie den 36. Platz, wurde 51. des Sprints, 50. der Verfolgung und Staffel-Zehnte. Bei den Kanadischen Juniorenmeisterschaften in Canmore gewann sie in Einzel und Sprint Silber, in der Verfolgung Bronze.